# Twierdzenie Blumberga
Twierdzenie Blumberga – twierdzenie analizy rzeczywistej, udowodnione w 1922 roku przez Henry’ego Blumberga mówiące, że dla każdej funkcji {\displaystyle f\colon \mathbb {R} \to \mathbb {R} } istnieje taki przeliczalny i gęsty zbiór {\displaystyle D\subseteq \mathbb {R} ,} że funkcja {\displaystyle f\upharpoonright D} jest ciągła.